# Tomáš Policar
Tomáš Policar (* 21. února 1975 Jihlava) je český biolog a vysokoškolský učitel, od roku 2024 děkan Fakulty rybářství a ochrany vod Jihočeské univerzity (FROV JU).  
Významně se spolupodílel na publikaci s titulem Biologie a chov raků publikované v roce 2015. Kromě raků se dále specializuje na biologii ryb (zejména candátů) a ptáků. Na FROV JU dále vyučuje předměty týkající se akvaristiky a akvakultury.
V červnu 2023 jej prezident Petr Pavel jmenoval historicky osmým profesorem oboru rybářství na FROV JU, když tou dobou Policar působil jako ředitel Ústavu akvakultury a ochrany vod. V dubnu 2024 se stal děkanem FROV JU, když ve funkci vystřídal hydrobiologa Pavla Kozáka, který se stal rektorem Jihočeské univerzity. Z pozice děkana fakulty se v roce 2024 stal členem české Asociace děkanů přírodovědných fakult.